# Frederick D. Gardner

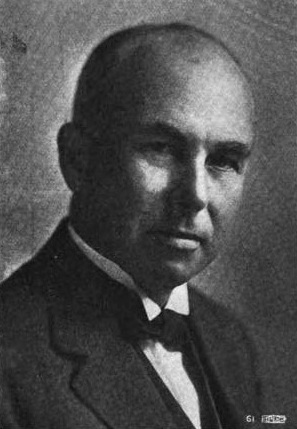
Frederick D. Gardner (1916)

Frederick Dozier Gardner (* 6. November 1869 in Hickman, Fulton County, Kentucky; † 18. Dezember 1933 in St. Louis, Missouri) war ein US-amerikanischer Politiker und von 1917 bis 1921 der 34. Gouverneur von Missouri.

## Frühe Jahre und Aufstieg
Frederick Gardner besuchte die Grundschulen in Tennessee und dann die Harvard University. Nach einem Umzug nach St. Louis begann er eine erfolgreiche Karriere als Bestattungsunternehmer. Sein Geschäft hatte Filialen in Texas und Tennessee. Durch seinen Beruf erlangte er einen großen Bekanntheitsgrad. Daher wurde er am 7. November 1916 als Kandidat der Demokratischen Partei zum neuen Gouverneur seines Staates gewählt. Dies war das einzige politische Amt, das Gardner je bekleidete.

## Gouverneur von Missouri
Gardner trat sein Amt am 8. Januar 1917 an. In dieser Zeit wurde der Straßenbau in Missouri vorangetrieben. Die Frauen erhielten das Wahlrecht, eine Steuerkommission wurde ins Leben gerufen, das Kapitol in der Hauptstadt wurde fertiggestellt, und landeseigene Erholungsparks wurden geplant. In seine Amtszeit fällt auch der amerikanische Eintritt in den Ersten Weltkrieg. Wie in den übrigen US-Bundesstaaten musste auch in Missouri die Wirtschaft auf den Rüstungsbetrieb umgestellt werden. Auch Soldaten mussten für die Streitkräfte rekrutiert werden. Nach dem Ende des Krieges im November 1918 musste dann die Wirtschaft wieder auf den Normalbedarf zurückgefahren werden und die heimkehrenden Soldaten wieder in die Gesellschaft eingegliedert werden.

## Weiterer Lebenslauf
Nach dem Ende seiner Amtszeit zog sich Gardner wieder aus der Politik zurück und widmete sich wieder seinen privaten geschäftlichen Interessen. Er starb am 18. Dezember 1933 und wurde in St. Louis beigesetzt. Frederick Gardner war mit Jeanette Vosburgh verheiratet, mit der er drei Kinder hatte.